# Iwan Dimitrow Garufalow
Iwan Dimitrow Garufalow CR (bulgarisch Иван Димитров Гаруфалов; * 15. August 1887 in Malko Tarnowo; † 7. August 1951 in Sofia) war Apostolischer Exarch von Sofia.

## Leben
Iwan Dimitrow Garufalow trat der Ordensgemeinschaft der Resurrektionisten bei und legte die Profess 1905 ab. Michel Miroff weihte ihn am 30. März 1912 zum Priester. Papst Pius XII. ernannte ihn am 6. Juli 1942 zum Apostolischen Exarch von Sofia und Titularbischof von Lagania. 
Die Bischofsweihe spendete ihm der emeritierte Apostolische Exarch von Sofia, Kyrill Kurtew, am 6. Juli desselben Jahres; Mitkonsekratoren waren Iwan Romanow, Apostolischer Vikar von Sofia und Plowdiw, und Damian Johannes Theelen CP, Bischof von Nicopolis.